# Asparagus spinescens
Asparagus spinescens är en sparrisväxtart som beskrevs av Ernst Gottlieb von Steudel, Schult. och Julius Hermann Schultes. Asparagus spinescens ingår i släktet sparrisar, och familjen sparrisväxter. Inga underarter finns listade i Catalogue of Life.